# Jacob Rasmussen
Pour les articles homonymes, voir Rasmussen.
Jacob Rasmussen, né le 28 mai 1997 à Odense au Danemark, est un footballeur danois qui évolue au poste de défenseur central au RB Salzbourg.

## Biographie

### Débuts professionnels
Né à Odense au Danemark, Jacob Rasmussen est formé par le club de sa ville natale, l'Odense Boldklub. Il rejoint ensuite le centre de formation de Schalke 04 en septembre 2014. Après deux ans à Schalke à jouer dans les équipes de jeunes, il rejoint un autre club allemand, le FC Sankt Pauli, mais ne joue qu'avec l'équipe réserve.
Le 6 janvier 2017, il rejoint le club norvégien de Rosenborg BK. C'est ce club qui lui donnera sa chance en professionnel.

### Passage en Italie
Le 5 juillet 2018, il rejoint le club italien d'Empoli FC. Il découvre la Serie A en étant titularisé dès le premier match contre le Cagliari Calcio (victoire 2-0 d'Empoli le 19 août 2018).
Le 31 janvier 2019, lors de la dernière journée du mercato hivernal, Rasmussen s'engage avec l'ACF Fiorentina, pour un transfert de sept millions d'euros. Il est prêté dans la foulée à Empoli afin d'y terminer la saison.

### Prêts
Le 21 juillet 2020 est annoncé le prêt de Jacob Rasmussen au Vitesse Arnhem. Le joueur est prêté une saison plus une autre en option. Il inscrit son premier but le 25 octobre 2020, lors d'une rencontre de championnat face au PSV Eindhoven. Titulaire, il ouvre le score de la tête sur un service de Maximilian Wittek (en) et son équipe s'impose par deux buts à un. Le 7 mars 2021, Rasmussen marque un autre but en championnat, face à l'AZ Alkmaar. Servi par Oussama Tannane, il marque de la tête le deuxième but des siens (2-1 score final).
Le 17 mai 2021, le prêt de Rasmussen au Vitesse Arnhem est prolongé d'une saison.
Le 30 juillet 2022, Jacob Rasmussen est de nouveau prêté aux Pays-Bas, cette fois au Feyenoord Rotterdam. Le club dispose d'une option d'achat pour le joueur,.
Le 27 août 2022, Rasmussen inscrit son premier but pour le Feyenoord, lors d'une rencontre de championnat face au FC Emmen. Il est titularisé et participe à la victoire de son équipe par quatre buts à zéro. Il est sacré Champion des Pays-Bas lors de cette saison 2022-2023.

### Brøndby IF
Le 14 juillet 2023, Jacob Rasmussen quitte définitivement la Fiorentina, où il ne se sera jamais imposé, et s'engage en faveur du Brøndby IF. Il signe un contrat courant jusqu'en juin 2028.
Il inscrit son premier but pour le club le 3 septembre 2023, à l'occasion d'une rencontre de championnat face au Randers FC. Titulaire, il ouvre le score à la suite d'un corner et participe à la victoire de son équipe par trois buts à un,. Rasmussen s'impose rapidement dans la défense du Brøndby IF. Ses prestations sont remarquées, lui permettant d'être convoqué en sélection en mars 2024, son entraîneur Jesper Sørensen se félicite alors de voir l'un de ses joueurs appelé en sélection, ce qui est selon lui mérité. Les performances du défenseur central lui permettent également de faire partie des nominés pour le titre de meilleur joueur de la saison.

### RB Salzbourg
Le 9 juin 2025, le RB Salzbourg annonce le transfert de Jacob Rasmussen. Le joueur signe un contrat de deux ans, soit jusqu'en juin 2027.

### En sélection
Avec les moins de 19 ans, il officie comme capitaine à plusieurs reprises, et inscrit un but contre le Monténégro, lors des éliminatoires du championnat d'Europe des moins de 19 ans 2016.
Le 10 juin 2017, il reçoit sa première sélection avec l'équipe du Danemark espoirs, lors d'un match amical contre la Suède (victoire 0-2 des Danois). Il participe ensuite à l'Euro espoirs 2017 qui a lieu en Pologne, où il ne joue qu'un match, contre l'Italie le 18 juin (défaite 0-2 des Danois).
Le 18 mars 2024, Jacob Rasmussen est convoqué pour la première fois avec l'équipe nationale du Danemark par le sélectionneur Kasper Hjulmand. Il remplace Andreas Christensen, initialement dans la liste mais finalement forfait en raison d'une blessure.

## Vie privée
Jacob Rasmussen déclare en février 2024 qu'il était fan du Liverpool FC étant enfant et que son idole était Daniel Agger, défenseur central gaucher comme lui, qui a joué pour les Reds et pour le Brøndby IF, en plus d'être l'une des figure de la sélection danoise. Il cite également Jan Vertonghen comme joueur qu'il a pris pour modèle et dont il apprécie le style de jeu, mais aussi Giorgio Chiellini, notamment pour son état d'esprit et son engagement sur le terrain.

## Palmarès
Feyenoord Rotterdam
- Championnat des Pays-Bas (1) :
  - Champion : 2022-2023.